# Championnat de France de hockey sur glace 2007-2008
Saison précédente Saison suivante
La saison 2007-2008 est la 87e saison du championnat de hockey sur glace de France.

## Ligue Magnus

### Équipes engagées
| Amiens Angers Briançon Caen Chamonix Dijon Épinal Grenoble Mont-Blanc Morzine Rouen Strasbourg Tours Villard |

Elles sont au nombre de quatorze : 
- Gothiques d'Amiens
- Ducs d'Angers
- Diables rouges de Briançon
- Drakkars de Caen
- Chamois de Chamonix
- Ducs de Dijon
- Dauphins d'Épinal
- Brûleurs de loups de Grenoble
- Avalanche Mont-Blanc
- Pingouins de Morzine
- Dragons de Rouen
- Étoile noire de Strasbourg
- Diables noirs de Tours
- Ours de Villard-de-Lans

Grenoble, champion en titre et Rouen, place forte du hockey français sortant d'une saison décevante, partent favoris.

### Formule de la saison
- Phase 1 : les équipes se rencontrent en simple aller-retour. Un classement de 1 à 14 est établi.
- Séries éliminatoires (play-offs) : les équipes classées de 1 à 4 sont qualifiées directement pour les quarts de finale. Les équipes classées de 5 à 12 disputent les huitièmes de finale selon le principe suivant : 5-12, 6-11, 7-10 et 8-9. Les équipes se rencontrent au meilleur des trois matchs pour les huitièmes puis en cinq matchs pour la suite de la compétition.
- Poule de maintien : les équipes classées 13e et 14e se rencontrent au meilleur des cinq matchs. L’équipe perdante est rétrogradée en Division 1 et est remplacée par le champion de la Division 1.

### Résultats

#### Saison régulière
Disputée du 11/09/2007 au 26/02/2008.

##### Matchs
| Domicile / Extérieur          | Amiens  | Angers | Briançon | Caen | Chamonix | Dijon  | Épinal  | Grenoble | Mont-Blanc | Morzine | Rouen  | Strasbourg | Tours | Villard |
| Gothiques d'Amiens            |         | 4-6    | 5-4      | 3-1  | 5-3      | 3-1    | 6-3     | 3-4 tab  | 3-5        | 2-0     | 2-7    | 2-1        | 3-2   | 4-3     |
| Ducs d'Angers                 | 6-2     |        | 4-5 tab  | 9-3  | 6-2      | 5-3    | 4-2     | 4-2      | 3-1        | 3-4 tab | 7-5    | 8-1        | 3-2   | 8-1     |
| Diables rouges de Briançon    | 5-2     | 2-5    |          | 8-1  | 6-4      | 6-1    | 7-1     | 3-4 tab  | 7-2        | 4-3     | 2-1 ap | 4-2        | 2-1   | 6-2     |
| Drakkars de Caen              | 1-2 tab | 1-8    | 2-7      |      | 1-7      | 2-0    | 4-6     | 2-7      | 2- 5       | 1-3     | 2-7    | 1-4        | 2-6   | 2-3 ap  |
| Chamois de Chamonix           | 2-1 ap  | 3-5    | 1-4      | 1-4  |          | 1-3    | 3-2     | 9-4      | 3-4 ap     | 3-6     | 2-5    | 2-3        | 1-3   | 3-6     |
| Ducs de Dijon                 | 5-3     | 4-3    | 1-5      | 6-2  | 4-3 tab  |        | 5-2     | 2-5      | 3-2        | 3-7     | 2-7    | 5-4        | 7-3   | 1-4     |
| Dauphins d'Épinal             | 5-1     | 9-5    | 4-3 ap   | 7-3  | 6-2      | 3-4    |         | 1-4      | 6-1        | 2-5     | 1-5    | 4-3        | 3-4   | 4-1     |
| Brûleurs de loups de Grenoble | 3-2 ap  | 2-1    | 3-2      | 9-2  | 10-0     | 3-2    | 5-2     |          | 10-1       | 5-2     | 2-6    | 4-2        | 5-3   | 8-2     |
| Avalanche Mont-Blanc          | 2-3 ap  | 2-5    | 2-3      | 4-1  | 2-5      | 2-3    | 3-4 ap  | 4-0      |            | 1-7     | 3-8    | 4-3        | 0-5   | 0-2     |
| Pingouins de Morzine          | 5-2     | 4-3    | 3-6      | 5-4  | 2-3      | 4-3    | 7-2     | 4-3 ap   | 1-2        |         | 2-7    | 2-3        | 6-3   | 4-3 ap  |
| Dragons de Rouen              | 7-5     | 5-2    | 3-5      | 4-1  | 11-1     | 8-3    | 7-3     | 1-4      | 6-2        | 5-1     |        | 9-3        | 8-1   | 9-3     |
| Étoile noire de Strasbourg    | 3-2     | 2-8    | 2-5      | 4-1  | 3-1      | 2-4    | 2-3 tab | 3-5      | 3-2 ap     | 3-4     | 2-8    |            | 2-3   | 4-1     |
| Diables noirs de Tours        | 0-4     | 0-2    | 1-4      | 2-0  | 8-3      | 5-2    | 6-5 ap  | 6-3      | 4-3 tab    | 3-2 ap  | 6-7    | 5-1        |       | 6-3     |
| Ours de Villard-de-Lans       | 5-6     | 2-5    | 2-4      | 8-4  | 5-4      | 3-2 ap | 0-1     | 3-4 tab  | 2-3 ap     | 2-4     | 3-5    | 3-2 ap     | 3-2   |         |

|  | Victoire à domicile |  | Victoire à l'extérieur | a.p. : Après prolongation | tab : aux tirs au but |

##### Classement
Nota : PJ : parties jouées, V. : victoires, Vp. : victoires en prolongation, N. : matchs nuls, Pp. : défaites en prolongation, P. : défaites, Pts : points, Bp : buts pour, Bc : buts contre, Diff : différence de buts.
|     | Équipe                        | PJ | V. | Vp. | N. | Pp. | P. | Pts | Bp  | Bc  | Diff |
| --- | ----------------------------- | -- | -- | --- | -- | --- | -- | --- | --- | --- | ---- |
| 1er | Dragons de Rouen              | 26 | 22 | 0   | 0  | 1   | 3  | 45  | 161 | 70  | 91   |
| 2e  | Diables Rouges de Briançon    | 26 | 19 | 2   | 0  | 2   | 3  | 44  | 119 | 62  | 57   |
| 3e  | Brûleurs de loups de Grenoble | 26 | 16 | 4   | 0  | 1   | 5  | 41  | 118 | 72  | 46   |
| 4e  | Ducs d'Angers                 | 26 | 19 | 0   | 0  | 2   | 5  | 40  | 128 | 73  | 55   |
| 5e  | Pingouins de Morzine          | 26 | 13 | 3   | 0  | 1   | 9  | 33  | 97  | 81  | 16   |
| 6e  | Gothiques d'Amiens            | 26 | 11 | 2   | 0  | 3   | 10 | 29  | 80  | 89  | -9   |
| 7e  | Diables Noirs de Tours        | 26 | 11 | 3   | 0  | 0   | 12 | 28  | 91  | 84  | 7    |
| 8e  | Ducs de Dijon                 | 26 | 11 | 1   | 0  | 1   | 13 | 25  | 79  | 98  | -19  |
| 9e  | Dauphins d'Épinal             | 26 | 9  | 3   | 0  | 1   | 13 | 25  | 91  | 100 | -9   |
| 10e | Ours de Villard-de-Lans       | 26 | 6  | 3   | 0  | 3   | 14 | 21  | 75  | 105 | -30  |
| 11e | Avalanche Mont-Blanc          | 26 | 6  | 2   | 0  | 4   | 14 | 20  | 62  | 102 | -40  |
| 12e | Étoile noire de Strasbourg    | 26 | 7  | 1   | 0  | 2   | 16 | 18  | 67  | 100 | -33  |
| 13e | Chamois de Chamonix           | 26 | 5  | 1   | 0  | 2   | 18 | 14  | 72  | 119 | -47  |
| 14e | Drakkars de Caen              | 26 | 2  | 0   | 0  | 2   | 22 | 6   | 50  | 135 | -85  |

Si retrouver Grenoble, Rouen et Briançon dans le groupe de tête, ne surprend pas, la surprise de la saison est le club d'Angers, qui après sa victoire en Coupe de France, semble avoir acquis un nouveau statut. 
Ensuite, on trouve un groupe d'outsiders, que sont Morzine, Amiens et Tours.
Les autres équipes se tiennent dans un mouchoir, à part Chamonix et surtout Caen, qui prend l'eau en n'accrochant que 2 victoires et qui semble promis à la relégation.

#### Séries éliminatoires
disputées du 01/03/2008 au 05/04/2008.

##### Tableau
|  | Tour préliminaire | Tour préliminaire          | Tour préliminaire             |                        |                        | Quarts de finale              | Quarts de finale | Quarts de finale           |   |  | Demi-finales | Demi-finales | Demi-finales     |   |  | Finale | Finale | Finale |
|  |                   |                            |                               |                        |                        |                               |                  |                            |   |  |              |              |                  |   |  |        |        |        |
|  | 8                 | Ducs de Dijon              | 2                             |                        |                        |                               |                  |                            |   |  |              |              |                  |   |  |        |        |        |
|  | 9                 | Dauphins d'Épinal          | 0                             |                        |                        |                               |                  |                            |   |  |              |              |                  |   |  |        |        |        |
|  | 9                 | Dauphins d'Épinal          | 0                             |                        | 1                      | Dragons de Rouen              | 3                |                            |   |  |              |              |                  |   |  |        |        |        |
|  |                   |                            |                               |                        | 1                      | Dragons de Rouen              | 3                |                            |   |  |              |              |                  |   |  |        |        |        |
|  |                   |                            | 8                             | Ducs de Dijon          | 0                      |                               |                  |                            |   |  |              |              |                  |   |  |        |        |        |
|  |                   |                            | 8                             | Ducs de Dijon          | 0                      |                               |                  |                            |   |  |              |              |                  |   |  |        |        |        |
|  |                   |                            |                               |                        |                        |                               |                  |                            |   |  |              |              |                  |   |  |        |        |        |
|  |                   |                            |                               |                        |                        |                               |                  |                            |   |  |              |              |                  |   |  |        |        |        |
|  |                   |                            |                               |                        |                        |                               | 1                | Dragons de Rouen           | 3 |  |              |              |                  |   |  |        |        |        |
|  |                   |                            |                               |                        |                        |                               |                  |                            | 3 |  |              |              |                  |   |  |        |        |        |
|  |                   | 4                          | Ducs d'Angers                 | 0                      |                        |                               |                  |                            |   |  |              |              |                  |   |  |        |        |        |
|  | 5                 | 4                          | Ducs d'Angers                 | 0                      | Pingouins de Morzine   | 2                             |                  |                            |   |  |              |              |                  |   |  |        |        |        |
|  | 5                 |                            |                               |                        | Pingouins de Morzine   | 2                             |                  |                            |   |  |              |              |                  |   |  |        |        |        |
|  | 12                | Étoile noire de Strasbourg | 0                             |                        |                        |                               |                  |                            |   |  |              |              |                  |   |  |        |        |        |
|  | 12                | Étoile noire de Strasbourg | 0                             |                        | 4                      | Ducs d'Angers                 | 3                |                            |   |  |              |              |                  |   |  |        |        |        |
|  |                   |                            |                               |                        | 4                      | Ducs d'Angers                 | 3                |                            |   |  |              |              |                  |   |  |        |        |        |
|  |                   |                            | 5                             | Pingouins de Morzine   | 2                      |                               |                  |                            |   |  |              |              |                  |   |  |        |        |        |
|  |                   |                            | 5                             | Pingouins de Morzine   | 2                      |                               |                  |                            |   |  |              |              |                  |   |  |        |        |        |
|  |                   |                            |                               |                        |                        |                               |                  |                            |   |  |              |              |                  |   |  |        |        |        |
|  |                   |                            |                               |                        |                        |                               |                  |                            |   |  |              |              |                  |   |  |        |        |        |
|  |                   |                            |                               |                        |                        |                               |                  |                            |   |  |              | 1            | Dragons de Rouen | 3 |  |        |        |        |
|  |                   |                            |                               |                        |                        |                               |                  |                            |   |  |              |              |                  |   |  |        |        |        |
|  |                   | 2                          | Diables rouges de Briançon    | 0                      |                        |                               |                  |                            |   |  |              |              |                  |   |  |        |        |        |
|  | 7                 | 2                          | Diables rouges de Briançon    | 0                      | Diables noirs de Tours | 2                             |                  |                            |   |  |              |              |                  |   |  |        |        |        |
|  | 7                 |                            |                               |                        | Diables noirs de Tours | 2                             |                  |                            |   |  |              |              |                  |   |  |        |        |        |
|  | 10                | Ours de Villard-de-Lans    | 0                             |                        |                        |                               |                  |                            |   |  |              |              |                  |   |  |        |        |        |
|  | 10                | Ours de Villard-de-Lans    | 0                             |                        | 2                      | Diables rouges de Briançon    | 3                |                            |   |  |              |              |                  |   |  |        |        |        |
|  |                   |                            |                               |                        | 2                      | Diables rouges de Briançon    | 3                |                            |   |  |              |              |                  |   |  |        |        |        |
|  |                   |                            | 7                             | Diables noirs de Tours | 0                      |                               |                  |                            |   |  |              |              |                  |   |  |        |        |        |
|  |                   |                            | 7                             | Diables noirs de Tours | 0                      |                               |                  |                            |   |  |              |              |                  |   |  |        |        |        |
|  |                   |                            |                               |                        |                        |                               |                  |                            |   |  |              |              |                  |   |  |        |        |        |
|  |                   |                            |                               |                        |                        |                               |                  |                            |   |  |              |              |                  |   |  |        |        |        |
|  |                   |                            |                               |                        |                        |                               | 2                | Diables rouges de Briançon | 3 |  |              |              |                  |   |  |        |        |        |
|  |                   |                            |                               |                        |                        |                               |                  |                            | 3 |  |              |              |                  |   |  |        |        |        |
|  |                   | 3                          | Brûleurs de loups de Grenoble | 0                      |                        |                               |                  |                            |   |  |              |              |                  |   |  |        |        |        |
|  | 6                 | 3                          | Brûleurs de loups de Grenoble | 0                      | Gothiques d'Amiens     | 1                             |                  |                            |   |  |              |              |                  |   |  |        |        |        |
|  | 6                 |                            |                               |                        | Gothiques d'Amiens     | 1                             |                  |                            |   |  |              |              |                  |   |  |        |        |        |
|  | 11                | Avalanche Mont-Blanc       | 2                             |                        |                        |                               |                  |                            |   |  |              |              |                  |   |  |        |        |        |
|  | 11                | Avalanche Mont-Blanc       | 2                             |                        | 3                      | Brûleurs de loups de Grenoble | 3                |                            |   |  |              |              |                  |   |  |        |        |        |
|  |                   |                            |                               |                        | 3                      | Brûleurs de loups de Grenoble | 3                |                            |   |  |              |              |                  |   |  |        |        |        |
|  |                   |                            | 11                            | Avalanche Mont-Blanc   | 0                      |                               |                  |                            |   |  |              |              |                  |   |  |        |        |        |
|  |                   |                            | 11                            | Avalanche Mont-Blanc   | 0                      |                               |                  |                            |   |  |              |              |                  |   |  |        |        |        |
|  |                   |                            |                               |                        |                        |                               |                  |                            |   |  |              |              |                  |   |  |        |        |        |

##### Matchs

###### Tour préliminaire
Lors du premier tour, la surprise vient des Gothiques d'Amiens qui sont éliminés par le Mont-Blanc. Les autres favoris (Tours et Morzine) se qualifient en 2 matchs, mais la résistance est souvent farouche, les 2 clubs devant passer en prolongation voire en fusillade. Le duel Épinal et Dijon, très proche sur le papier, voit la victoire de Dijon.
Épinal vs Dijon
| samedi 1er mars 2008 | Dauphins d'Épinal | 4-5 (1-2, 2-3, 1-0) | Ducs de Dijon | Patinoire de Poissompré, Épinal 1 234 spectateurs |

| Feuille de match | Feuille de match | Feuille de match | Feuille de match | Feuille de match                                                              |
| ---------------- | --- | ---------------- | --- | ----------------------------------------------------------------------------- |
|                  | Romo (Plch, Lefebvre) (Inf) - 17 min 55 s Plch (Lefebvre, Romo) - 32 min 20 s Chassard (Allard, Romo) (Sup) - 36 min 41 s Salmivirta (Chassard, Listiak) - 44 min 48 s |                  | 1 min 25 s - Milec (Fiser, Mrena) 15 min 04 s - Kristín (Mrena, Hurajt) (Inf) 20 min 52 s - Kristin (Guttig, Milec) 28 min 40 s - Strapaty (Offret, Dugas) 31 min 15 s - Fiser (Strapaty, Dugas) (Inf) | Arbitrage : Jimmy Bergamelli Arbitres de ligne : Jérémy Rauline Adrien Ernecq |
|                  | |                  | | Arbitrage : Jimmy Bergamelli Arbitres de ligne : Jérémy Rauline Adrien Ernecq |
|                  | |                  | | Arbitrage : Jimmy Bergamelli Arbitres de ligne : Jérémy Rauline Adrien Ernecq |
|                  | |                  | | Arbitrage : Jimmy Bergamelli Arbitres de ligne : Jérémy Rauline Adrien Ernecq |

| mardi 4 mars 2008 | Ducs de Dijon | 4-2 (1-1, 0-0, 3-1) | Dauphins d'Épinal | Patinoire municipale Trimolet, Dijon 754 spectateurs |

| Feuille de match | Feuille de match | Feuille de match | Feuille de match                                                       | Feuille de match                                                             |
| ---------------- | --- | ---------------- | ---------------------------------------------------------------------- | ---------------------------------------------------------------------------- |
|                  | Fišer (Dugas, Gillet) - 18 min 35 s Offret (Fontana) - 43 min 38 s Gillet (Sadlon) - 59 min 42 s Mrena (Cage vide) - 59 min 57 s |                  | 3 min 10 s - Simko (Plch, Petrak) 46 min 33 s - Gervais (Plch, Petrak) | Arbitrage : Didier Bocquet Arbitres de ligne : Benjamin Gremion Cyril Carlin |
|                  | |                  |                                                                        | Arbitrage : Didier Bocquet Arbitres de ligne : Benjamin Gremion Cyril Carlin |
|                  | |                  |                                                                        | Arbitrage : Didier Bocquet Arbitres de ligne : Benjamin Gremion Cyril Carlin |
|                  | |                  |                                                                        | Arbitrage : Didier Bocquet Arbitres de ligne : Benjamin Gremion Cyril Carlin |

| samedi 1er mars 2008 | Étoile noire de Strasbourg | 4-5 a.p. (2-3, 2-0, 0-1, 0-1) | Pingouins de Morzine | Patinoire de l'Iceberg, Strasbourg |

| Feuille de match | Feuille de match | Feuille de match | Feuille de match | Feuille de match                                                               |
| ---------------- | --- | ---------------- | --- | ------------------------------------------------------------------------------ |
|                  | Sevcik (Downs, Himler) - 9 min 36 s Sevcik (Himler, Gautier) (Sup) - 11 min 41 s Flinck (Sup) - 37:03 Downs - 38 min 28 s |                  | 2 min 25 s - Mickaël Brodin (F. Rozenthal, Miner) (Sup) 14 min 44 s - F. Rozenthal (Zwikel, Miner) (Sup) 16 min 26 s - Tardif (Pousset, Immonen) (Sup) 56 min 46 s - F. Rozenthal (M. Rozenthal, Zwikel) 70 min 08 s - Agren | Arbitrage : Alexandre Hauchart Arbitres de ligne : David Courgeon Éric Bouguin |
|                  | |                  | | Arbitrage : Alexandre Hauchart Arbitres de ligne : David Courgeon Éric Bouguin |
|                  | |                  | | Arbitrage : Alexandre Hauchart Arbitres de ligne : David Courgeon Éric Bouguin |
|                  | |                  | | Arbitrage : Alexandre Hauchart Arbitres de ligne : David Courgeon Éric Bouguin |

| mardi 4 mars 2008 | Pingouins de Morzine | 4-2 (2-0,1-1,1-1) | Étoile noire de Strasbourg | à Morzine 1 100 spectateurs |

| Feuille de match | Feuille de match | Feuille de match | Feuille de match                                                  | Feuille de match                                                                  |
| ---------------- | --- | ---------------- | ----------------------------------------------------------------- | --------------------------------------------------------------------------------- |
|                  | Neiszner (Tardif) - 1 min 21 s Tardif (Agren, Neiszner) - 15 min 08 s Neiszner (F. Rozenthal, Zwikel) (Sup) - 34 min 09 s F. Rozenthal (M. Rozenthal, Zwikel) - 50 min 21 s |                  | 29 min 07 s - Dirnbach (Sup) 53 min 25 s - Resetka (Sevcik) (Sup) | Arbitrage : Damien Velay Arbitres de ligne : Gwilherm Margry Anne-Sophie Boniface |
|                  | |                  |                                                                   | Arbitrage : Damien Velay Arbitres de ligne : Gwilherm Margry Anne-Sophie Boniface |
|                  | |                  |                                                                   | Arbitrage : Damien Velay Arbitres de ligne : Gwilherm Margry Anne-Sophie Boniface |
|                  | |                  |                                                                   | Arbitrage : Damien Velay Arbitres de ligne : Gwilherm Margry Anne-Sophie Boniface |

| samedi 1er mars 2008 | Ours de Villard-de-Lans | 1-2 t.a.b. (0-0, 0-0, 1-1, 0-0, 0-1) | Diables noirs de Tours | Patinoire André Ravix, Villard-de-Lans 790 spectateurs |

| Feuille de match | Feuille de match     | Feuille de match | Feuille de match                                                         | Feuille de match                                                                 |
| ---------------- | -------------------- | ---------------- | ------------------------------------------------------------------------ | -------------------------------------------------------------------------------- |
|                  | Sedlak - 58 min 40 s |                  | 46 min 20 s - Divisek (M. Filip, Drzik) (Sup) 70 min 00 s - Filip t.a.b. | Arbitrage : Bruno Colleoni Arbitres de ligne : Cyril Carlin Anne-Sophie Boniface |
|                  |                      |                  |                                                                          | Arbitrage : Bruno Colleoni Arbitres de ligne : Cyril Carlin Anne-Sophie Boniface |
|                  |                      |                  |                                                                          | Arbitrage : Bruno Colleoni Arbitres de ligne : Cyril Carlin Anne-Sophie Boniface |
|                  |                      |                  |                                                                          | Arbitrage : Bruno Colleoni Arbitres de ligne : Cyril Carlin Anne-Sophie Boniface |

| mardi 4 mars 2008 | Diables noirs de Tours | 3-2 (1-1, 1-0, 1-1) | Ours de Villard-de-Lans | Patinoire municipale, Tours 1 900 spectateurs |

| Feuille de match | Feuille de match | Feuille de match | Feuille de match                                                | Feuille de match                                                             |
| ---------------- | --- | ---------------- | --------------------------------------------------------------- | ---------------------------------------------------------------------------- |
|                  | Pažák (Inf) - 4 min 04 s Subrani (L. Filip, Claude Deveze) - 22 min 09 s Drzik (M. Filip, Divíšek) (Sup) - 51 min 38 s |                  | 13 min 34 s - Papa (Rainville) 53 min 00 s - Birkeland (Lepers) | Arbitrage : Marc Mendlowitch Arbitres de ligne : Matthieu Loos Thibaud Juret |
|                  | |                  |                                                                 | Arbitrage : Marc Mendlowitch Arbitres de ligne : Matthieu Loos Thibaud Juret |
|                  | |                  |                                                                 | Arbitrage : Marc Mendlowitch Arbitres de ligne : Matthieu Loos Thibaud Juret |
|                  | |                  |                                                                 | Arbitrage : Marc Mendlowitch Arbitres de ligne : Matthieu Loos Thibaud Juret |

| samedi 1er mars 2008 | Avalanche Mont-Blanc | 4-0 (2-0, 1-0, 1-0) | Gothiques d'Amiens | Patinoire de Saint-Gervais 895 spectateurs |

| Feuille de match | Feuille de match | Feuille de match | Feuille de match | Feuille de match                                                                  |
| ---------------- | --- | ---------------- | ---------------- | --------------------------------------------------------------------------------- |
|                  | Subit (Croz) (Sup) - 3 min 06 s Antonoff (Orset) - 11 min 35 s Masson (Inf) - 31 min 33 s Croz (Subit) (Sup) - 59 min 57 s |                  |                  | Arbitrage : Marc Mendlowitch Arbitres de ligne : Guillaume Gielly Gwilherm Margry |
|                  | |                  |                  | Arbitrage : Marc Mendlowitch Arbitres de ligne : Guillaume Gielly Gwilherm Margry |
|                  | |                  |                  | Arbitrage : Marc Mendlowitch Arbitres de ligne : Guillaume Gielly Gwilherm Margry |
|                  | |                  |                  | Arbitrage : Marc Mendlowitch Arbitres de ligne : Guillaume Gielly Gwilherm Margry |

| mardi 4 mars 2008 | Gothiques d'Amiens | 8-3 (2-3, 3-0, 3-0) | Avalanche Mont-Blanc | Le Coliséum, Amiens 2 200 spectateurs |

| Feuille de match | Feuille de match | Feuille de match | Feuille de match | Feuille de match                                                              |
| ---------------- | --- | ---------------- | --- | ----------------------------------------------------------------------------- |
|                  | Sadoun (Stevens, Gras) - 1 min 12 s Kowalczyk (Sadoun, Gras) (Sup) - 2 min 54 s Sadoun (Marcos, Kowalczyk) (Sup) - 30 min 23 s Marcos (Wiotte, Petit) - 37 min 12 s Bardet (Kowalczyk, Sadoun) - 37 min 55 s Marcos (Gras) (Sup) - 45 min 24 s Stevens (Gras, Sadoun) - 49 min 41 s Henderson (Bardet, Mortas) - 50 min 52 s |                  | 9 min 21 s - Croz (Subit, Nicoud) 15 min 35 s - Antonoff (Auvitu, Pouget) (Sup) 16 min 31 s - Antonoff (Pouget, Auvitu) (Sup) | Arbitrage : Alexandre Hauchart Arbitres de ligne : Adrien Ernecq Éric Bouguin |
|                  | |                  | | Arbitrage : Alexandre Hauchart Arbitres de ligne : Adrien Ernecq Éric Bouguin |
|                  | |                  | | Arbitrage : Alexandre Hauchart Arbitres de ligne : Adrien Ernecq Éric Bouguin |
|                  | |                  | | Arbitrage : Alexandre Hauchart Arbitres de ligne : Adrien Ernecq Éric Bouguin |

| mercredi 5 mars 2008 | Gothiques d'Amiens | 2-3 (1-0, 1-1, 0-2) | Avalanche Mont-Blanc | Le Coliséum, Amiens 2 000 spectateurs |

| Feuille de match | Feuille de match                                                                   | Feuille de match | Feuille de match                                                                                                | Feuille de match                                                               |
| ---------------- | ---------------------------------------------------------------------------------- | ---------------- | --- | ------------------------------------------------------------------------------ |
|                  | Dieude-Fauvel (Petit) - 8 min 41 s Sadoun (Stevens, Kowalczyk) (Inf) - 28 min 14 s |                  | 23 min 56 s - Orset (Leglaive, Nicoud) 47 min 39 s - Nicoud (Leglaive, Croz) (Sup) 50 min 10 s - Orset (Pouget) | Arbitrage : Alexandre Bourreau Arbitres de ligne : Jérémy Rauline Éric Bouguin |
|                  |                                                                                    |                  | | Arbitrage : Alexandre Bourreau Arbitres de ligne : Jérémy Rauline Éric Bouguin |
|                  |                                                                                    |                  | | Arbitrage : Alexandre Bourreau Arbitres de ligne : Jérémy Rauline Éric Bouguin |
|                  |                                                                                    |                  | | Arbitrage : Alexandre Bourreau Arbitres de ligne : Jérémy Rauline Éric Bouguin |

###### Quarts-de-finale
Si Rouen, Grenoble et Briançon s'imposent relativement facilement en 3 manches, Morzine, vice-champion en titre, donne du fil à retordre à Angers lors d'une série qui atteint les 5 matchs. La logique sportive est cependant respectée, c'est le favori Angers qui s'impose.
Rouen vs Dijon
| samedi 8 mars 2008 | Dragons de Rouen | 11-3 (2-0, 7-2, 2-1) | Ducs de Dijon | Île Lacroix, Rouen |

| Feuille de match | Feuille de match | Feuille de match | Feuille de match                                                                                                   | Feuille de match                                                                 |
| ---------------- | --- | ---------------- | --- | -------------------------------------------------------------------------------- |
|                  | Doucet (Thinel) (Inf) - 8 min 41 s Liwing (Thinel, Bouchard) (Sup) - 19 min 41 s Doucet (Bouchard, Desrosiers) (Sup) - 21 min 07 s Doucet (Desrosiers, Thinel) (Sup) - 27 min 56 s Desrosiers - 30 min 46 s Mallette (Desrosiers, Liwing) - 31 min 00 s Carlsson (Doucet, Benýšek) - 36 min 42 s Mallette (Desrosiers) - 38 min 01 s Mallette (Desrosiers, Carlsson) - 38 min 46 s Desrosiers (Mallette, Virolainen) - 50 min 49 s (Desrosiers (Liwing, Thinel) - 55 min 15 s |                  | 35 min 09 s - Offret (Fontana, Gillet) 37 min 41 s - Gillet (Fontana) 58 min 55 s - Fontana (Gillet, Sadlon) (Sup) | Arbitrage : Marc Mendlowitch Arbitres de ligne : Benjamin Gremion Jérémy Rauline |
|                  | |                  | | Arbitrage : Marc Mendlowitch Arbitres de ligne : Benjamin Gremion Jérémy Rauline |
|                  | |                  | | Arbitrage : Marc Mendlowitch Arbitres de ligne : Benjamin Gremion Jérémy Rauline |
|                  | |                  | | Arbitrage : Marc Mendlowitch Arbitres de ligne : Benjamin Gremion Jérémy Rauline |

| dimanche 9 mars 2008 | Dragons de Rouen | 7-1 (6-1, 0-0, 1-0) | Ducs de Dijon | Île Lacroix, Rouen 2 200 spectateurs |

| Feuille de match | Feuille de match | Feuille de match | Feuille de match                    | Feuille de match                                                               |
| ---------------- | --- | ---------------- | ----------------------------------- | ------------------------------------------------------------------------------ |
|                  | Desrosiers (Mallette, Houde) (Sup) - 4 min 35 s Bouchard (Thinel, Doucet) - 6 min 04 s Doucet (Bouchard, Carlsson) (Sup) - 6 min 39 s Mallette (Glad, Virolainen) (Sup) - 10 min 12 s Carl Mallette (Thinel, Desrosiers) (Sup) - 12 min 59 s Thinel (Bouchard) - 17 min 17 s Lamperier (Houde, Mallette) - 47 min 34 s |                  | 2 min 23 s - Dian (Guttig, Dauphin) | Arbitrage : Alexandre Hauchart Arbitres de ligne : Benjamin Gremion Yann Furet |
|                  | |                  |                                     | Arbitrage : Alexandre Hauchart Arbitres de ligne : Benjamin Gremion Yann Furet |
|                  | |                  |                                     | Arbitrage : Alexandre Hauchart Arbitres de ligne : Benjamin Gremion Yann Furet |
|                  | |                  |                                     | Arbitrage : Alexandre Hauchart Arbitres de ligne : Benjamin Gremion Yann Furet |

| mardi 11 mars 2008 | Ducs de Dijon | 2-5 (0-2, 0-2, 2-1) | Dragons de Rouen | Patinoire municipale Trimolet, Dijon 956 spectateurs |

| Feuille de match | Feuille de match                                                                  | Feuille de match | Feuille de match | Feuille de match         |
| ---------------- | --------------------------------------------------------------------------------- | ---------------- | --- | ------------------------ |
|                  | Gillet (Fiser, Offret) - 53 min 16 s Offret (Lecoanet, Fiser) (Sup) - 59 min 50 s |                  | 3 min 33 s - Doucet (Bouchard) 4 min 11 s - Mallette (Lemoine, Virolainen) 24 min 14 s - Mallette (Lemoine) 32 min 53 s - Glad (Tarantino, Houde) 47 min 03 s - Doucet (Thinel, Bouchard) | Arbitrage : Damien Velay |
|                  |                                                                                   |                  | | Arbitrage : Damien Velay |
|                  |                                                                                   |                  | | Arbitrage : Damien Velay |
|                  |                                                                                   |                  | | Arbitrage : Damien Velay |

Angers vs Morzine-Avoriaz
| vendredi 7 mars 2008 | Ducs d'Angers | 2-6 (0-2, 1-3, 1-1) | Pingouins de Morzine | Patinoire du Haras, Angers |

| Feuille de match | Feuille de match                                                     | Feuille de match | Feuille de match | Feuille de match                                                              |
| ---------------- | -------------------------------------------------------------------- | ---------------- | --- | ----------------------------------------------------------------------------- |
|                  | Albert - 29 min 53 s Tessier (Fortier, Lahesalu) (Inf) - 45 min 25 s |                  | 3 min 06 s - Zwikel (Agren, Pousset) 16 min 00 s - Neiszner (Agren) 20 min 15 s - M.Rozenthal (F.Rozenthal) 32 min 30 s - F.Rozenthal (Brodin) (Sup) 36 min 11 s - M.Rozenthal (Zwikel, F.Rozenthal) 42 min 56 s - M.Rozenthal (Zwikel, F.Rozenthal) | Arbitrage : Frédéric Bachelet Arbitres de ligne : Matthieu Loos Thibaud Juret |
|                  |                                                                      |                  | | Arbitrage : Frédéric Bachelet Arbitres de ligne : Matthieu Loos Thibaud Juret |
|                  |                                                                      |                  | | Arbitrage : Frédéric Bachelet Arbitres de ligne : Matthieu Loos Thibaud Juret |
|                  |                                                                      |                  | | Arbitrage : Frédéric Bachelet Arbitres de ligne : Matthieu Loos Thibaud Juret |

| samedi 8 mars 2008 | Ducs d'Angers | 4-3 TF (1-0, 2-1, 0-2, 1-0) | Pingouins de Morzine | Patinoire du Haras, Angers |

| Feuille de match | Feuille de match | Feuille de match | Feuille de match | Feuille de match |
| ---------------- | --- | ---------------- | --- | ---------------- |
|                  | Fortier (Tessier, Baluch) - 19 min 41 s Fortier (Tessier, Lacroix) (Sup) - 29 min 41 s Baluch (Fortier) - 32 min 16 s Jokinen (TF) - 70 min 00 s |                  | 33 min 42 s - F.Rozenthal (Agren, Zwikel) (Sup) 43 min 10 s - Neiszner (F.Rozenthal, Miner) (Sup) 57 min 44 s - F.Rozenthal (Miner, Zwikel) |                  |
|                  | |                  | |                  |
|                  | |                  | |                  |
|                  | |                  | |                  |

| mardi 11 mars 2008 | Pingouins de Morzine | 3-2 TF (0-1, 0-0, 2-1, 1-0) | Ducs d'Angers | Patinoire de Morzine |

| Feuille de match | Feuille de match                                                                                                  | Feuille de match | Feuille de match                                                     | Feuille de match                                                              |
| ---------------- | --- | ---------------- | -------------------------------------------------------------------- | ----------------------------------------------------------------------------- |
|                  | Immonen (M.Rozenthal) (Sup) - 45 min 18 s Zwikel (F.Rozenthal) (Sup) - 50 min 14 s F.Rozenthal (TF) - 70 min 00 s |                  | 16 min 36 s Jokinen (Lahesalu) (Sup) 51 min 05 s - Jokinen (Mihalik) | Arbitrage : Marc Mendlowictz Arbitres de ligne : Cyril Carlin Gwilherm Margry |
|                  | |                  |                                                                      | Arbitrage : Marc Mendlowictz Arbitres de ligne : Cyril Carlin Gwilherm Margry |
|                  | |                  |                                                                      | Arbitrage : Marc Mendlowictz Arbitres de ligne : Cyril Carlin Gwilherm Margry |
|                  | |                  |                                                                      | Arbitrage : Marc Mendlowictz Arbitres de ligne : Cyril Carlin Gwilherm Margry |

| mercredi 12 mars 2008 | Pingouins de Morzine | 1-4 (0-1, 1-1, 0-2) | Ducs d'Angers | Patinoire de Morzine 1 273 spectateurs |

| Feuille de match | Feuille de match                              | Feuille de match | Feuille de match | Feuille de match                                                                      |
| ---------------- | --------------------------------------------- | ---------------- | --- | ------------------------------------------------------------------------------------- |
|                  | Rozenthal (Zwikel, Miner) (Sup) - 30 min 04 s |                  | 3 min 25 s - Jokinen (Metsaranta, Lahesalu) (Sup) 25 min 40 s - Michaël Tessier (Lahesalu, Lacroix) (Sup) 45 min 16 s - Tessier (Fortier, Salonen) 46 min 08 s - Metsaranta (Jokinen) | Arbitrage : Frédéric Bachelet Arbitres de ligne : Anne-Sophie Boniface Nicolas Barbez |
|                  |                                               |                  | | Arbitrage : Frédéric Bachelet Arbitres de ligne : Anne-Sophie Boniface Nicolas Barbez |
|                  |                                               |                  | | Arbitrage : Frédéric Bachelet Arbitres de ligne : Anne-Sophie Boniface Nicolas Barbez |
|                  |                                               |                  | | Arbitrage : Frédéric Bachelet Arbitres de ligne : Anne-Sophie Boniface Nicolas Barbez |

| samedi 15 mars 2008 | Ducs d'Angers | 4-1 (3-0, 1-1, 0-0) | Pingouins de Morzine | Patinoire du Haras, Angers 1 097 spectateurs |

| Feuille de match | Feuille de match | Feuille de match | Feuille de match                   | Feuille de match                                                             |
| ---------------- | --- | ---------------- | ---------------------------------- | ---------------------------------------------------------------------------- |
|                  | Lavigne (Lacroix, Albert) - 4 min 15 s Tessier (Fortier) - 4 min 52 s Lavigne (Lacroix, Tessier) (Sup) - 11 min 17 s Mihalik (Jokinen) (Sup) - 31 min 32 s |                  | 29 min 25 s - Zwikel (Miner) (Sup) | Arbitrage : Alexandre Bourreau Arbitres de ligne : Éric Bouguin Savice Fabre |
|                  | |                  |                                    | Arbitrage : Alexandre Bourreau Arbitres de ligne : Éric Bouguin Savice Fabre |
|                  | |                  |                                    | Arbitrage : Alexandre Bourreau Arbitres de ligne : Éric Bouguin Savice Fabre |
|                  | |                  |                                    | Arbitrage : Alexandre Bourreau Arbitres de ligne : Éric Bouguin Savice Fabre |

Briançon vs Tours
| vendredi 7 mars 2008 | Diables Rouges de Briançon | 9-4 (1-0, 7-1, 1-3) | Diables Noirs de Tours | Patinoire René Froger, Briançon 1 964 spectateurs |

| Feuille de match | Feuille de match | Feuille de match | Feuille de match | Feuille de match                                                                       |
| ---------------- | --- | ---------------- | --- | -------------------------------------------------------------------------------------- |
|                  | Rouleau (Dufour, Milovanovič) - 14 min 42 s Dufour (Terglav, Rouleau) - 22 min 32 s Terglav (Dufour, Šivic) - 23 min 17 s Dufour (Terglav, Šivic) - 24 min 55 s Terglav (Tekel) - 28 min 26 s Szélig (Vas, Ruid) - 35 min 32 s Terglav (Ruid, Dufour) (Sup) - 38 min 25 s Vas (Šivic, Milovanovič) (Sup) - 38 min 44 s Rouleau (Terglav, Dufour) (Sup) - 46 min 35 s |                  | 30 min 52 s - Perna (Corran, Simak) 43 min 53 s - Corran (Filip, Drzik) 47 min 35 s - Novosad (Subrani, Amsellem) 49 min 44 s - Noel (Pazak,Divisek) | Arbitrage : Jimmy Bergamelli Arbitres de ligne : Anne-Sophie Boniface Guillaume Gielly |
|                  | |                  | | Arbitrage : Jimmy Bergamelli Arbitres de ligne : Anne-Sophie Boniface Guillaume Gielly |
|                  | |                  | | Arbitrage : Jimmy Bergamelli Arbitres de ligne : Anne-Sophie Boniface Guillaume Gielly |
|                  | |                  | | Arbitrage : Jimmy Bergamelli Arbitres de ligne : Anne-Sophie Boniface Guillaume Gielly |

| samedi 8 mars 2008 | Diables Rouges de Briançon | 6-1 (3-1, 1-0, 2-0) | Diables Noirs de Tours | Patinoire René Froger, Briançon 2 100 spectateurs |

| Feuille de match | Feuille de match | Feuille de match | Feuille de match                   | Feuille de match                                                                     |
| ---------------- | --- | ---------------- | ---------------------------------- | ------------------------------------------------------------------------------------ |
|                  | Milovanovič (Sup) - 9 min 33 s Šivic (Terglav) - 14 min 48 s Ruid (Dufour, Terglav) (Sup) - 19 min 57 s Šivic (Vidgren) (Sup) - 36 min 45 s Šivic (Vidgren) (Sup) - 45 min 07 s Tekel (Šivic, Rouleau) (Sup) - 54 min 12 s |                  | 3 min 24 s - Corran (Perna, Filip) | Arbitrage : Bruno Colléoni Arbitres de ligne : Anne-Sophie Boniface Guillaume Gielly |
|                  | |                  |                                    | Arbitrage : Bruno Colléoni Arbitres de ligne : Anne-Sophie Boniface Guillaume Gielly |
|                  | |                  |                                    | Arbitrage : Bruno Colléoni Arbitres de ligne : Anne-Sophie Boniface Guillaume Gielly |
|                  | |                  |                                    | Arbitrage : Bruno Colléoni Arbitres de ligne : Anne-Sophie Boniface Guillaume Gielly |

| mardi 11 mars 2008 | Diables Noirs de Tours | 1-3 (0-0, 0-2, 1-1) | Diables Rouges de Briançon | Patinoire Municipale, Tours 1 800 spectateurs |

| Feuille de match | Feuille de match           | Feuille de match | Feuille de match | Feuille de match                                                                |
| ---------------- | -------------------------- | ---------------- | --- | ------------------------------------------------------------------------------- |
|                  | Pazak (Noël) - 42 min 26 s |                  | 24 min 04 s - Šivic (Vidgren) (Sup) 33 min 36 s - Terglav (Ruid, Tekel) (Sup) 48 min 49 s - Vas (Milovanovič, Szélig) (Sup) | Arbitrage : Alexandre Bourreau Arbitres de ligne : Jérémy Rauline Matthieu Loos |
|                  |                            |                  | | Arbitrage : Alexandre Bourreau Arbitres de ligne : Jérémy Rauline Matthieu Loos |
|                  |                            |                  | | Arbitrage : Alexandre Bourreau Arbitres de ligne : Jérémy Rauline Matthieu Loos |
|                  |                            |                  | | Arbitrage : Alexandre Bourreau Arbitres de ligne : Jérémy Rauline Matthieu Loos |

Grenoble vs Mont-Blanc
| vendredi 7 mars 2008 | Brûleurs de loups de Grenoble | 3-2 a.p. (2-2, 0-0, 0-0, 1-0) | Avalanche Mont-Blanc | Patinoire Pôle Sud, Grenoble 3 500 spectateurs |

| Feuille de match | Feuille de match | Feuille de match | Feuille de match                                                | Feuille de match                                                            |
| ---------------- | --- | ---------------- | --------------------------------------------------------------- | --------------------------------------------------------------------------- |
|                  | Hecquefeuille (Valcak, Broz) (Sup) - 3 min 00 s Lindstrom (Treille, Tartari) - 14 min 35 s Broz (Hecquefeuille, Amar) - 63 min 26 s |                  | 3 min 23 s - Arnaud 19 min 29 s - Pouget (Auvitu, Nicoud) (Sup) | Arbitrage : Damien Velay Arbitres de ligne : Gwilherm Margry David Courgeon |
|                  | |                  |                                                                 | Arbitrage : Damien Velay Arbitres de ligne : Gwilherm Margry David Courgeon |
|                  | |                  |                                                                 | Arbitrage : Damien Velay Arbitres de ligne : Gwilherm Margry David Courgeon |
|                  | |                  |                                                                 | Arbitrage : Damien Velay Arbitres de ligne : Gwilherm Margry David Courgeon |

| samedi 8 mars 2008 | Brûleurs de loups de Grenoble | 2-1 (2-0, 0-1, 0-0) | Avalanche Mont-Blanc | Patinoire Pôle Sud, Grenoble 3 500 spectateurs |

| Feuille de match | Feuille de match                                                               | Feuille de match | Feuille de match                            | Feuille de match                                                                |
| ---------------- | ------------------------------------------------------------------------------ | ---------------- | ------------------------------------------- | ------------------------------------------------------------------------------- |
|                  | Valcak (Fleury, Amar) - 6 min 02 s Hecquefeuille (Broz, Bonnard) - 19 min 59 s |                  | 38 min 30 s - Nicoud (Ohberg, Pouget) (Sup) | Arbitrage : Jimmy Bergamelli Arbitres de ligne : Gwilherm Margry David Courgeon |
|                  |                                                                                |                  |                                             | Arbitrage : Jimmy Bergamelli Arbitres de ligne : Gwilherm Margry David Courgeon |
|                  |                                                                                |                  |                                             | Arbitrage : Jimmy Bergamelli Arbitres de ligne : Gwilherm Margry David Courgeon |
|                  |                                                                                |                  |                                             | Arbitrage : Jimmy Bergamelli Arbitres de ligne : Gwilherm Margry David Courgeon |

| mardi 11 mars 2008 | Avalanche Mont-Blanc | 1-4 (1-1, 0-1, 0-2) | Brûleurs de loups de Grenoble | Patinoire de Saint-Gervais 1 142 spectateurs |

| Feuille de match | Feuille de match                   | Feuille de match | Feuille de match | Feuille de match                                                              |
| ---------------- | ---------------------------------- | ---------------- | --- | ----------------------------------------------------------------------------- |
|                  | Ohberg (Croz, Pouget) - 9 min 48 s |                  | 3 min 09 s - Treille (Wallin, Lindstrom) 25 min 25 s - Lindstrom (Woods) 43 min 53 s - Amar (Pettersson) (Sup) 51 min 28 s - Forsander (Pettersson) (Inf) | Arbitrage : Bruno Colleoni Arbitres de ligne : Nicolas Barbez Laurent Roueche |
|                  |                                    |                  | | Arbitrage : Bruno Colleoni Arbitres de ligne : Nicolas Barbez Laurent Roueche |
|                  |                                    |                  | | Arbitrage : Bruno Colleoni Arbitres de ligne : Nicolas Barbez Laurent Roueche |
|                  |                                    |                  | | Arbitrage : Bruno Colleoni Arbitres de ligne : Nicolas Barbez Laurent Roueche |

###### Demi-finales
Cette série voit la victoire en 3 manches simples de Rouen et Briançon. Toutefois, si Angers ne fait pas le poids face à Rouen (5-2, 9-1, 6-1), Grenoble est éliminé après 3 matchs serrés, dont 2 qui se finissent aux tirs au but (5-4, 2-1, 3-2).
Briançon vs Grenoble
| mardi 18 mars 2008 | Diables rouges de Briançon | 5-4 (1-3, 1-1, 3-0) | Brûleurs de loups de Grenoble | Patinoire René Froger, Briançon 2 000 spectateurs |

| Feuille de match | Feuille de match | Feuille de match | Feuille de match | Feuille de match                                                                |
| ---------------- | --- | ---------------- | --- | ------------------------------------------------------------------------------- |
|                  | 4 min 52 s, Šivic (Terglav, Ruid) (Sup) 26 min 03 s, Milovanovič (Lomanno, Šivic) (Sup) 46 min 05 s, Rouleau (Tekel, Dufour) 49 min 23 s, Terglav (Dufour, Šivic) 55 min 39 s, Šivic (Bronsard, Milovanovič) (Sup) |                  | 3 min 54 s, Lindstrom (Amar, Petterson) (Sup) 8 min 45 s, Broz (Wallin, Masa) 17 min 55 s, Masa (Lindstrom, Amar) (Sup) 29 min 48 s, Masa (Broz, Valcak) | Arbitrage : Didier Bocquet Arbitres de ligne : Gwilherm Margry Guillaume Gielly |
|                  | |                  | | Arbitrage : Didier Bocquet Arbitres de ligne : Gwilherm Margry Guillaume Gielly |
|                  | |                  | | Arbitrage : Didier Bocquet Arbitres de ligne : Gwilherm Margry Guillaume Gielly |
|                  | |                  | | Arbitrage : Didier Bocquet Arbitres de ligne : Gwilherm Margry Guillaume Gielly |

| mercredi 19 mars 2008 | Diables rouges de Briançon | 2-1 TF (1-1, 0-0, 0-0, 1-0) | Brûleurs de loups de Grenoble | Patinoire René Froger, Briançon 2 056 spectateurs |

| Feuille de match | Feuille de match                                                   | Feuille de match | Feuille de match                             | Feuille de match                                                                     |
| ---------------- | ------------------------------------------------------------------ | ---------------- | -------------------------------------------- | ------------------------------------------------------------------------------------ |
|                  | Vidgren (Šivic, Vas) (Sup) - 6 min 39 s Terglav (TF) - 70 min 00 s |                  | 19 min 59 s - Wallin (Broz, Lindstrom) (Sup) | Arbitrage : Alexandre Bourreau Arbitres de ligne : Cyril Carlin Anne-Sophie Boniface |
|                  |                                                                    |                  |                                              | Arbitrage : Alexandre Bourreau Arbitres de ligne : Cyril Carlin Anne-Sophie Boniface |
|                  |                                                                    |                  |                                              | Arbitrage : Alexandre Bourreau Arbitres de ligne : Cyril Carlin Anne-Sophie Boniface |
|                  |                                                                    |                  |                                              | Arbitrage : Alexandre Bourreau Arbitres de ligne : Cyril Carlin Anne-Sophie Boniface |

| vendredi 21 mars 2008 | Brûleurs de loups de Grenoble | 2-3 TF (1-1, 1-0, 0-1, 0-0) | Diables Rouges de Briançon | Patinoire Pôle Sud, Grenoble 3 500 spectateurs |

| Feuille de match | Feuille de match                                                           | Feuille de match | Feuille de match                                                                                    | Feuille de match                                                               |
| ---------------- | -------------------------------------------------------------------------- | ---------------- | --------------------------------------------------------------------------------------------------- | ------------------------------------------------------------------------------ |
|                  | Amar (Wallin, Masa) (Sup) - 18 min 27 s Scott (Broz, Valcak) - 33 min 57 s |                  | 5 min 24 s - Ruid (Dufour) (Sup) 45 min 49 s - Vas (Szélig, Šivic) (Sup) 70 min 00 s - Ladanyi (TF) | Arbitrage : Jimmy Bergamelli Arbitres de ligne : Guillaume Gielly Cyril Carlin |
|                  |                                                                            |                  | | Arbitrage : Jimmy Bergamelli Arbitres de ligne : Guillaume Gielly Cyril Carlin |
|                  |                                                                            |                  | | Arbitrage : Jimmy Bergamelli Arbitres de ligne : Guillaume Gielly Cyril Carlin |
|                  |                                                                            |                  | | Arbitrage : Jimmy Bergamelli Arbitres de ligne : Guillaume Gielly Cyril Carlin |

Rouen vs Angers
| mardi 18 mars 2008 | Dragons de Rouen | 5-2 (2-1, 2-1, 1-0) | Ducs d'Angers | Île Lacroix, Rouen 2 500 spectateurs |

| Feuille de match | Feuille de match | Feuille de match | Feuille de match                                                                         | Feuille de match                                                              |
| ---------------- | --- | ---------------- | ---------------------------------------------------------------------------------------- | ----------------------------------------------------------------------------- |
|                  | Doucet (Mallette, Thinel) (Sup) - 6 min 30 s Desrosiers (Houde, Glad) (Sup) - 7 min 32 s Bouchard (Thinel, Doucet) - 31 min 52 s Thinel (Doucet) (Inf) - 39 min 37 s Bouchard (Doucet) (Sup) - 56 min 37 s |                  | 3 min 28 s - Baluch (Jokinen, Metsaranta) 36 min 45 s - Fortier (Lavigne, Lacroix) (Sup) | Arbitrage : Alexandre Hauchart Arbitres de ligne : Savice Fabre Matthieu Loos |
|                  | |                  |                                                                                          | Arbitrage : Alexandre Hauchart Arbitres de ligne : Savice Fabre Matthieu Loos |
|                  | |                  |                                                                                          | Arbitrage : Alexandre Hauchart Arbitres de ligne : Savice Fabre Matthieu Loos |
|                  | |                  |                                                                                          | Arbitrage : Alexandre Hauchart Arbitres de ligne : Savice Fabre Matthieu Loos |

| mercredi 19 mars 2008 | Dragons de Rouen | 9-1 (6-0, 2-1, 1-0) | Ducs d'Angers | Île Lacroix, Rouen 2 663 spectateurs |

| Feuille de match | Feuille de match | Feuille de match | Feuille de match              | Feuille de match                                                             |
| ---------------- | --- | ---------------- | ----------------------------- | ---------------------------------------------------------------------------- |
|                  | Mallette (Virolainen, Lemoine) - 1 min 48 s Doucet (Thinel) - 4 min 30 s Desrosiers (Mallette, Lemoine) - 5 min 12 s Mallette (Desrosiers, Carlsson) (Inf) - 7 min 38 s Desrosiers(Mallette Carl) - 10 min 38 s Thinel (Doucet) - 16 min 20 s Desrosiers (Lemoine, Mallette) - 22 min 21 s Lamperier (Thinel, Bouchard) - 30 min 47 s Desrosiers (Lemoine) - 49 min 00 s |                  | 26 min 09 s - Sadoun (Albert) | Arbitrage : Marc Mendlowictz Arbitres de ligne : Eric Bouguin Jérémy Rauline |
|                  | |                  |                               | Arbitrage : Marc Mendlowictz Arbitres de ligne : Eric Bouguin Jérémy Rauline |
|                  | |                  |                               | Arbitrage : Marc Mendlowictz Arbitres de ligne : Eric Bouguin Jérémy Rauline |
|                  | |                  |                               | Arbitrage : Marc Mendlowictz Arbitres de ligne : Eric Bouguin Jérémy Rauline |

| vendredi 21 mars 2008 | Ducs d'Angers | 1-6 (0-4, 1-1, 0-1) | Dragons de Rouen | Patinoire du Haras, Angers |

| Feuille de match | Feuille de match                | Feuille de match | Feuille de match | Feuille de match                                           |
| ---------------- | ------------------------------- | ---------------- | --- | ---------------------------------------------------------- |
|                  | Sadoun (Lahesalu) - 33 min 54 s |                  | 0 min 17 s - Desrosiers (Mallette) 5 min 15 s - Desrosiers (Mallette) (Sup) 16 min 52 s - Desrosiers (Virolainen) (Sup) 18 min 58 s - Desrosiers (Mallette) (Sup) 30 min 25 s - Lemoine (Desrosiers, Mallette) 42 min 34 s - Tarantino (Liwing) | Arbitrage : Arbitres de ligne : Matthieu Loos Savice Fabre |
|                  |                                 |                  | | Arbitrage : Arbitres de ligne : Matthieu Loos Savice Fabre |
|                  |                                 |                  | | Arbitrage : Arbitres de ligne : Matthieu Loos Savice Fabre |
|                  |                                 |                  | | Arbitrage : Arbitres de ligne : Matthieu Loos Savice Fabre |

###### Finale
Rouen, meilleure équipe de la saison régulière ne permet pas à Briançon d'entretenir le suspense et remporte le titre de champion de la ligue Magnus après 3 victoires lors des 3 premiers matchs de la finale.
| vendredi 28 mars 2008 | Dragons de Rouen | 7-3 (1-1, 4-2, 2-0) | Diables rouges de Briançon | Île Lacroix, Rouen 2 663 spectateurs |

| Feuille de match | Feuille de match | Feuille de match | Feuille de match                                                                    | Feuille de match                                                           |
| ---------------- | --- | ---------------- | ----------------------------------------------------------------------------------- | -------------------------------------------------------------------------- |
|                  | Thinel (Bouchard) (Sup) - 8 min 54 s Doucet - 21 min 25 s Thinel (Bouchard, Doucet) - 31 min 54 s Mallette (Desrosiers - 37 min 53 s Doucet (Thinel) - 38 min 51 s Desrosiers (Mallette) - 44 min 57 s Doucet (Inf, Cage vide) - 59 min 05 s |                  | 17 min 35 s - Raux (Vas) 31 min 04 s - Šivic (Arnaud) 33 min 58 s - Ladányi (Šivic) | Arbitrage : Marc Mendlowictz Arbitres de ligne : Mathieu Loos Éric Bouguin |
|                  | |                  |                                                                                     | Arbitrage : Marc Mendlowictz Arbitres de ligne : Mathieu Loos Éric Bouguin |
|                  | |                  |                                                                                     | Arbitrage : Marc Mendlowictz Arbitres de ligne : Mathieu Loos Éric Bouguin |
|                  | |                  |                                                                                     | Arbitrage : Marc Mendlowictz Arbitres de ligne : Mathieu Loos Éric Bouguin |

| samedi 29 mars 2008 | Dragons de Rouen | 4-2 (1-1, 2-1, 1-0) | Diables rouges de Briançon | Île Lacroix, Rouen 2 663 spectateurs |

| Feuille de match | Feuille de match | Feuille de match | Feuille de match                                                                                 | Feuille de match                                                              |
| ---------------- | --- | ---------------- | ------------------------------------------------------------------------------------------------ | ----------------------------------------------------------------------------- |
|                  | Desrosiers (Virolainen, Sopko) - 9 min 40 s Doucet (Thinel, Desrosiers) (Sup) - 25 min 42 s Houde (Thinel, Desrosiers) (Sup) - 37 min 41 s Bouchard (Thinel, Liwing) (Sup) - 44 min 10 s |                  | 8 min 32 s - Dufour (Tekel, Gaudreau Rouleau) (Sup) 38 min 57 s - Ladányi (Milovanovič, Terglav) | Arbitrage : Jimmy Bergamelli Arbitres de ligne : Thibaud Juret Jérémy Rauline |
|                  | |                  |                                                                                                  | Arbitrage : Jimmy Bergamelli Arbitres de ligne : Thibaud Juret Jérémy Rauline |
|                  | |                  |                                                                                                  | Arbitrage : Jimmy Bergamelli Arbitres de ligne : Thibaud Juret Jérémy Rauline |
|                  | |                  |                                                                                                  | Arbitrage : Jimmy Bergamelli Arbitres de ligne : Thibaud Juret Jérémy Rauline |

| mardi 1er avril 2008 | Diables rouges de Briançon | 4-6 (1-1, 2-3, 1-2) | Dragons de Rouen | Patinoire René Froger, Briançon 1 800 spectateurs |

| Feuille de match | Feuille de match | Feuille de match | Feuille de match | Feuille de match                                                             |
| ---------------- | --- | ---------------- | --- | ---------------------------------------------------------------------------- |
|                  | Dufour (Terglav, Rouleau) (Sup) - 6 min 42 s Arnaud (Lévêque) - 29 min 15 s Terglav - 38 min 19 s Ladanyi - 45 min 23 s |                  | 4 min 27 s - Houde (Romand) 27 min 48 s - Mallette (Carlsson) 29 min 40 s - Desrosiers 39 min 58 s - Liwing (Desrosiers, Thinel) (Sup) 45 min 12 s - Bouchard (Thinel, Doucet) 49 min 33 s - Doucet (Sup) | Arbitrage : Bruno Colleoni Arbitres de ligne : Cyril Carlin Guillaume Gielly |
|                  | |                  | | Arbitrage : Bruno Colleoni Arbitres de ligne : Cyril Carlin Guillaume Gielly |
|                  | |                  | | Arbitrage : Bruno Colleoni Arbitres de ligne : Cyril Carlin Guillaume Gielly |
|                  | |                  | | Arbitrage : Bruno Colleoni Arbitres de ligne : Cyril Carlin Guillaume Gielly |

#### Poule de maintien
Au bout du suspense et des 5 matchs, Chamonix assure son maintien et condamne Caen à la descente en D1.
| vendredi 29 février 2008 | Chamois de Chamonix | 4-5 (1-2, 0-3, 3-0) | Drakkars de Caen | Patinoire Richard Bozon, Chamonix 978 spectateurs |

| Feuille de match | Feuille de match | Feuille de match | Feuille de match | Feuille de match                                                            |
| ---------------- | --- | ---------------- | --- | --------------------------------------------------------------------------- |
|                  | Kara (Tobiasson-Harris, Granath) - 9 min 58 s Riendeau (Pain) - 52 min 08 s Riendeau (Primout, Aimonetto) - 57 min 34 s Böhme (Riendeau, Kara) - 58 min 24 s |                  | 5 min 35 s - Nemcicky (Brodin) (Sup) 15 min 52 s - Liska (Rusnak) (Sup) 32 min 11 s - Brodin (Chauvel, Prosvic) 35 min 23 s - Liska (Inf, TP) 37 min 49 s - Chauvel (Prosvic, Nemcicky) | Arbitrage : Damien Velay Arbitres de ligne : Gildas Fontaine Nicolas Barbez |
|                  | |                  | | Arbitrage : Damien Velay Arbitres de ligne : Gildas Fontaine Nicolas Barbez |
|                  | |                  | | Arbitrage : Damien Velay Arbitres de ligne : Gildas Fontaine Nicolas Barbez |
|                  | |                  | | Arbitrage : Damien Velay Arbitres de ligne : Gildas Fontaine Nicolas Barbez |

| samedi 1er mars 2008 | Chamois de Chamonix | 7-6 p (0-3, 5-1, 1-2, 1-0) | Drakkars de Caen | Patinoire Richard Bozon, Chamonix 669 spectateurs |

| Feuille de match | Feuille de match | Feuille de match | Feuille de match | Feuille de match                                                               |
| ---------------- | --- | ---------------- | --- | ------------------------------------------------------------------------------ |
|                  | Tobiasson-Harris (Granath, Kara) - 23:27 Torfou (Mottref) - 30:44 Torgersson (Riendeau) (Sup) - 32 min 21 s Torgersson (Riendeau) (Sup) - 33 min 05 s Riendeau (Aimonetto, Tobiasson-Harris) - 36 min 52 s Aimonetto (Pain, Riendeau) - 48 min 20 s Riendeau (Sup) - 68 min 29 s |                  | 13 min 17 s - Brodin (Prosvic) (Sup) 13 min 43 s - Geffroy (Hascoët, Rusnak) (Sup) 19 min 45 s - Geffroy (Rusnak, Cesnek) (Sup) 25 min 27 s - Geffroy (Liska) (Inf) 49 min 27 s - Janil (Decock) (Sup) 55 min 52 s - Nemcicky (Chauvel, Prosvic) | Arbitrage : Didier Bocquet Arbitres de ligne : Laurent Roueche Gildas Fontaine |
|                  | |                  | | Arbitrage : Didier Bocquet Arbitres de ligne : Laurent Roueche Gildas Fontaine |
|                  | |                  | | Arbitrage : Didier Bocquet Arbitres de ligne : Laurent Roueche Gildas Fontaine |
|                  | |                  | | Arbitrage : Didier Bocquet Arbitres de ligne : Laurent Roueche Gildas Fontaine |

| vendredi 7 mars 2008 | Drakkars de Caen | 4-5 t.a.b. (1-1, 3-1, 0-2, 0-0, 0-1) | Chamois de Chamonix | Patinoire de Caen la mer, Caen 950 spectateurs |

| Feuille de match | Feuille de match | Feuille de match | Feuille de match | Feuille de match                                                             |
| ---------------- | --- | ---------------- | --- | ---------------------------------------------------------------------------- |
|                  | Janil (Prosvic) (Sup) - 4 min 33 s Prosvic (Liska) - 21 min 38 s Prosvic - 25 min 21 s Liska (Geffroy) (Sup) - 31 min 45 s |                  | 3 min 54 s - Tobiasson-Harris (Torgersson) (Inf) 24 min 43 s - Riendeau (Maresca, Aimonetto) 40 min 58 s - Tobiasson-Harris (Granath) 55 min 42 s - Bohme (Riendeau, Aimonetto) (Sup) 71 min 00 s - Tobiasson-Harris (t.a.b.) | Arbitrage : Alexandre Hauchart Arbitres de ligne : Yann Furet Pascal Telliez |
|                  | |                  | | Arbitrage : Alexandre Hauchart Arbitres de ligne : Yann Furet Pascal Telliez |
|                  | |                  | | Arbitrage : Alexandre Hauchart Arbitres de ligne : Yann Furet Pascal Telliez |
|                  | |                  | | Arbitrage : Alexandre Hauchart Arbitres de ligne : Yann Furet Pascal Telliez |

| samedi 8 mars 2008 | Drakkars de Caen | 5-3 (3-0, 0-0, 2-3) | Chamois de Chamonix | Patinoire de Caen la mer, Caen 955 spectateurs |

| Feuille de match | Feuille de match | Feuille de match | Feuille de match | Feuille de match                                                              |
| ---------------- | --- | ---------------- | --- | ----------------------------------------------------------------------------- |
|                  | Geffroy (Hascoët, Liska) - 17 min 58 s Nemcicky (Janil, Chauvel) - 18 min 39 s Janil (Chauvel) - 19 min 59 s Geslin (Hascoët, Geffroy) (Sup) - 53 min 13 s Hascoët(Janil, Geffroy) (Cage vide) - 55 min 04 s |                  | 44 min 28 s - Granath (Torgersson, Tobiasson-Harris) (Sup) 49 min 02 s - Pain (Riendeau) (Sup) 57 min 29 s - Böhme (Torgersson,Aimonetto) (Sup) | Arbitrage : Alexandre Bourreau Arbitres de ligne : Adrien Ernecq Fabien Linek |
|                  | |                  | | Arbitrage : Alexandre Bourreau Arbitres de ligne : Adrien Ernecq Fabien Linek |
|                  | |                  | | Arbitrage : Alexandre Bourreau Arbitres de ligne : Adrien Ernecq Fabien Linek |
|                  | |                  | | Arbitrage : Alexandre Bourreau Arbitres de ligne : Adrien Ernecq Fabien Linek |

| vendredi 14 mars 2008 | Chamois de Chamonix | 6-2 (1-1, 2-1, 3-0) | Drakkars de Caen | Patinoire Richard Bozon, Chamonix 1 812 spectateurs |

| Feuille de match | Feuille de match | Feuille de match | Feuille de match                                            | Feuille de match                                                             |
| ---------------- | --- | ---------------- | ----------------------------------------------------------- | ---------------------------------------------------------------------------- |
|                  | Granath (Tobiasson-Harris) (Sup) - 12 min 45 s Aimonetto (Tobiasson-Harris) (Sup) - 23 min 47 s Riendeau (Tobiasson-Harris, Torgersson) - 38 min 50 s Kara (Aimonetto, Torgersson) (Sup) - 51 min 11 s Tobiasson-Harris (Torgersson, Riendeau) (Sup) - 55 min 52 s Riendeau (Inf) - 59 min 16 s |                  | 6 min 42 s - Decock (Avenel) 24 min 40 s - Prosvic (Cesnek) | Arbitrage : Bruno Colleoni Arbitres de ligne : David Courgeon Nicolas Barbez |
|                  | |                  |                                                             | Arbitrage : Bruno Colleoni Arbitres de ligne : David Courgeon Nicolas Barbez |
|                  | |                  |                                                             | Arbitrage : Bruno Colleoni Arbitres de ligne : David Courgeon Nicolas Barbez |
|                  | |                  |                                                             | Arbitrage : Bruno Colleoni Arbitres de ligne : David Courgeon Nicolas Barbez |

### Bilan de la saison
Récompenses
- Meilleur compteur (trophée Charles-Ramsay) : Marc-André Thinel (Rouen)
- Meilleur joueur français : Baptiste Amar (Grenoble)
- Meilleur espoir (trophée Jean-Pierre-Graff) : Henri-Corentin Buysse (Amiens)
- Meilleur gardien (trophée Jean-Ferrand) : Eddy Ferhi (Grenoble)
- Meilleur arbitre : Bruno Colleoni
- Meilleur entraîneur : Ari Salo (Mont Blanc)
- Équipe la plus fair-play (trophée Marcel-Claret) : Villard de Lans

## Division 1
La saison 2007-2008 est la 36e saison du championnat de France de hockey sur glace première division, antichambre de la Ligue Magnus.

### Contexte
La mise en place du calendrier 2007-2008 a été complexe, de nombreux problèmes budgétaires ayant provoqué des rétrogradations dans les divisions inférieures. Ainsi :
- Le club de Belfort, pourtant promu grâce à sa victoire en division 2 restera en division 3 (repêché : Cergy).
- Le club d'Anglet, qui descendait de la ligue Magnus en D1, est rétrogradé en division 3 (repêché : Viry).
- Le club de Limoges qui s'était maintenu après barrages est finalement rétrogradé en division 3.
- Finalement, le club de Reims, initialement en D2, a été autorisé à jouer en D1.

### Règlement
Désormais, par rapport aux saisons précédentes, ce championnat ne comporte plus les « Poule Nord » et « Poule Sud », s'harmonisant ainsi avec le schéma de la Ligue Magnus. Dans une poule unique de 14 équipes qui se rencontrent en match aller-retour (formule championnat), les quatre premières équipes se qualifient pour des demi-finales croisées et le vainqueur de la finale est déclaré champion de France de Division 1 et accède à la ligue Magnus. L'équipe classée quatorzième descend en Division 2. Les matchs des demi-finales et finales se déroulent en aller-retour simple, le vainqueur étant déclaré au vu de la différence de buts. En cas d'égalité, les équipes s'affrontent dans une prolongation et si nécessaire dans une épreuve de tirs au but. 

### Clubs engagés
- Galaxians d'Amnéville
- Chevaliers du Lac d'Annecy
- Castors d'Avignon
- Boxers de Bordeaux
- Jokers de Cergy
- Coqs de Courbevoie
- Rapaces de Gap
- Chiefs de Garges
- Vipers de Montpellier
- Bisons de Neuilly-sur-Marne
- Phénix de Reims
- Lynx de Valence
- Anges du Vésinet
- Jets de Viry-Essonne

### Saison régulière

#### Classement
| Class. | Équipe            | J  | G  | N | P  | Pts | Bp  | Bc  |
| ------ | ----------------- | -- | -- | - | -- | --- | --- | --- |
| 1er    | Gap               | 26 | 24 | 1 | 1  | 49  | 142 | 60  |
| 2e     | Neuilly-sur-Marne | 26 | 22 | 0 | 4  | 44  | 182 | 98  |
| 3e     | Montpellier       | 26 | 17 | 3 | 6  | 37  | 122 | 69  |
| 4e     | Bordeaux          | 26 | 14 | 4 | 8  | 32  | 129 | 93  |
| 5e     | Avignon           | 26 | 14 | 2 | 10 | 30  | 96  | 88  |
| 6e     | Courbevoie        | 26 | 13 | 0 | 13 | 26  | 108 | 109 |
| 7e     | Amneville         | 26 | 12 | 2 | 12 | 26  | 98  | 110 |
| 8e     | Valence           | 26 | 10 | 4 | 12 | 24  | 92  | 97  |
| 9e     | Annecy            | 26 | 10 | 3 | 13 | 23  | 93  | 119 |
| 10e    | Cergy             | 26 | 10 | 2 | 14 | 22  | 101 | 129 |
| 11e    | Garges            | 26 | 9  | 2 | 15 | 20  | 127 | 146 |
| 12e    | Viry              | 26 | 7  | 0 | 19 | 14  | 85  | 105 |
| 13e    | Reims             | 26 | 5  | 4 | 17 | 13  | 71  | 123 |
| 14e    | Le Vésinet        | 26 | 1  | 1 | 24 | 3   | 68  | 168 |

### Statistiques
Pour les significations des abréviations, voir Statistiques du hockey sur glace.
| Nom                    | Position | N° | Équipe            | PJ | Buts | Aides | Points | Pun. |
| ---------------------- | -------- | -- | ----------------- | -- | ---- | ----- | ------ | ---- |
| Martin Gascon          | A        | 10 | Neuilly-sur-Marne | 24 | 29   | 50    | 79     | 93   |
| Garrett Larson         | A        | 12 | Neuilly-sur-Marne | 25 | 37   | 35    | 72     | 63   |
| Ales Skokan            | A        | 10 | Garges            | 25 | 32   | 34    | 66     | 44   |
| Jiri Rambousek         | A        | 55 | Gap               | 26 | 33   | 25    | 58     | 10   |
| Romain Moussier        | A        | 6  | Gap               | 26 | 14   | 35    | 49     | 44   |
| Jean Charles Charrette | A        | 18 | Gap               | 23 | 14   | 27    | 41     | 42   |
| William Mouly          | A        | 21 | Amneville         | 24 | 28   | 11    | 39     | 142  |
| Francis Ballet         | D        | 23 | Neuilly-sur-Marne | 24 | 16   | 22    | 38     | 101  |
| Peter Tomasek          | D        | 21 | Garges            | 26 | 12   | 26    | 38     | 60   |
| Damien Ilczyszyn       | A        | 6  | Garges            | 23 | 10   | 28    | 38     | 30   |

### Séries éliminatoires
|  | Demi-finales        | Demi-finales |         |  | Finale | Finale |
|  | Demi-finales        | Demi-finales |         |  | Finale | Finale |
|  |                     |              |         |  |        |        |
|  |                     |              |         |  |        |        |
|  |                     |              |         |  |        |        |
|  | 1 Gap               |              |         |  |        |        |
|  |                     |              |         |  |        |        |
|  | 4 Bordeaux          |              |         |  |        |        |
|  | 2 Neuilly-sur-Marne | 8 (4;4)      |         |  |        |        |
|  | 2 Neuilly-sur-Marne | 8 (4;4)      |         |  |        |        |
|  |                     | 1 Gap        | 7 (2;5) |  |        |        |
|  | 2 Neuilly-sur-Marne | 1 Gap        | 7 (2;5) |  |        |        |
|  |                     |              |         |  |        |        |
|  | 3 Montpellier       |              |         |  |        |        |
|  |                     |              |         |  |        |        |

### Bilan de la saison
- Neuilly-sur-Marne, champion de France de Division 1, est promu en Ligue Magnus.

## Division 2
Les vingt équipes sont réparties en 2 poules géographiques Ouest et Est. Elles se rencontrent toutes en match aller-retour (formule championnat) pour une phase de qualification. Une victoire rapporte deux points, un match nul un point et une défaite zéro point. Il n'y a pas de prolongation.
À l'issue de ce championnat, un classement est établi dans chaque poule : les équipes classées aux huit premières places de chacune sont qualifiées pour les séries éliminatoires (playoff).Le vainqueur de la finale est déclaré Champion de France de Division 2 et accède à la Division 1.
Les équipes classées aux deux dernières places de chaque poule jouent une poule de maintien à quatre équipes en match aller-retour sous la formule championnat. Les deux dernières équipes du classement final sont reléguées en Division 3.

### Équipes

#### Poule Ouest
- Athletic Club Boulogne-Billancourt
- Albatros de Brest
- Drakkars de Caen II
- Vikings de Cherbourg
- Dogs de Cholet
- Aigles des Pyrénées de Font-Romeu
- Aigles de La Roche-sur-Yon
- Hockey Club de Meudon
- Corsaires de Nantes
- Bélougas de Toulouse

#### Poule Est
- Castors d'Asnières
- Éléphants de Chambéry
- Élans de Champigny
- Sangliers Arvernes de Clermont
- Corsaires de Dunkerque
- Lions de Lyon
- Avalanche Mont-Blanc II
- Scorpions de Mulhouse
- Aigles de Nice
- Lions de Wasquehal

### Classement de la première phase

#### Poule Ouest
Brest termine premier de la poule avec un point d'avance sur La Roche sur Yon. Meudon et Boulogne joueront leur place en Division 2 dans la poule de maintien.
| Place | Équipe           | J  | V  | N | D  | Pts | Bp  | Bc  | Diff |
| ----- | ---------------- | -- | -- | - | -- | --- | --- | --- | ---- |
| 1     | Brest            | 18 | 15 | 2 | 1  | 32  | 166 | 47  | +119 |
| 2     | La Roche sur Yon | 18 | 15 | 1 | 2  | 31  | 127 | 48  | +79  |
| 3     | Cholet           | 18 | 13 | 1 | 4  | 27  | 125 | 59  | +66  |
| 4     | Toulouse         | 18 | 11 | 2 | 5  | 24  | 79  | 63  | +16  |
| 5     | Nantes           | 18 | 9  | 3 | 6  | 21  | 93  | 63  | +30  |
| 6     | Font-Romeu       | 18 | 7  | 1 | 10 | 15  | 95  | 112 | -17  |
| 7     | Caen 2           | 18 | 4  | 3 | 11 | 11  | 65  | 124 | -59  |
| 8     | Cherbourg        | 18 | 4  | 1 | 13 | 9   | 77  | 133 | -56  |
| 9     | Meudon           | 18 | 3  | 0 | 15 | 6   | 53  | 145 | -92  |
| 10    | Boulogne         | 18 | 2  | 0 | 16 | 4   | 51  | 137 | -86  |

#### Poule Est
Lyon domine sa poule en ne perdant qu'un seul match : le premier de la saison contre son futur dauphin Nice. Champigny et Wasquehal, avec une seule victoire chacune joueront leur place en Division 2 dans la poule de maintien.
| Place | Équipe       | J  | V  | N | D  | Pts | Bp  | Bc  | Diff |
| ----- | ------------ | -- | -- | - | -- | --- | --- | --- | ---- |
| 1     | Lyon         | 18 | 17 | 0 | 1  | 34  | 150 | 21  | +129 |
| 2     | Nice         | 18 | 15 | 0 | 3  | 30  | 119 | 52  | +67  |
| 3     | Mulhouse     | 18 | 12 | 1 | 5  | 25  | 103 | 67  | +36  |
| 4     | Dunkerque    | 18 | 10 | 2 | 6  | 22  | 104 | 62  | +42  |
| 5     | Mont-Blanc 2 | 18 | 8  | 2 | 8  | 18  | 80  | 105 | -25  |
| 6     | Asnières     | 18 | 7  | 2 | 9  | 16  | 67  | 92  | -25  |
| 7     | Clermont     | 18 | 8  | 0 | 10 | 16  | 72  | 75  | -3   |
| 8     | Chambéry     | 18 | 6  | 3 | 9  | 15  | 70  | 88  | -18  |
| 9     | Champigny    | 18 | 1  | 0 | 17 | 2   | 47  | 145 | -98  |
| 10    | Wasquehal    | 18 | 1  | 0 | 17 | 2   | 29  | 134 | -105 |

### Séries éliminatoires
Les séries se jouent en match aller-retour : Le vainqueur est déclaré en fonction de la différence de buts. En cas d'égalité, les équipes disputent une prolongation et, si nécessaire, une épreuve de tirs au but.

Les matchs sont organisés de la façon suivante : Le premier de la poule Ouest rencontre le huitième de la poule Est, le deuxième rencontre le septième et ainsi de suite jusqu'au match opposant le huitième de la poule Ouest au premier de la poule Est.

#### Tableau
|  | Huitièmes de finale | Huitièmes de finale |                 |    | Quarts de finale | Quarts de finale |  |  | Demi-finales | Demi-finales |  |  | Finale | Finale |
|  | Huitièmes de finale | Huitièmes de finale |                 |    | Quarts de finale | Quarts de finale |  |  | Demi-finales | Demi-finales |  |  | Finale | Finale |
|  |                     |                     |                 |    |                  |                  |  |  |              |              |  |  |        |        |
|  |                     |                     |                 |    |                  |                  |  |  |              |              |  |  |        |        |
|  |                     |                     |                 |    |                  |                  |  |  |              |              |  |  |        |        |
|  | O1 Brest            | 19                  |                 |    |                  |                  |  |  |              |              |  |  |        |        |
|  | O1 Brest            | 19                  |                 |    |                  |                  |  |  |              |              |  |  |        |        |
|  | E8 Chambéry         | 6                   |                 |    |                  |                  |  |  |              |              |  |  |        |        |
|  | E8 Chambéry         | 6                   | O1 Brest        | 9  |                  |                  |  |  |              |              |  |  |        |        |
|  |                     |                     | O1 Brest        | 9  |                  |                  |  |  |              |              |  |  |        |        |
|  |                     | E4 Dunkerque        | 11              |    |                  |                  |  |  |              |              |  |  |        |        |
|  | O5 Nantes           | E4 Dunkerque        | 11              | 6  |                  |                  |  |  |              |              |  |  |        |        |
|  | O5 Nantes           |                     |                 | 6  |                  |                  |  |  |              |              |  |  |        |        |
|  | E4 Dunkerque        | 9                   |                 |    |                  |                  |  |  |              |              |  |  |        |        |
|  | E4 Dunkerque        | 9                   | E4 Dunkerque    | 6  |                  |                  |  |  |              |              |  |  |        |        |
|  |                     |                     | E4 Dunkerque    | 6  |                  |                  |  |  |              |              |  |  |        |        |
|  |                     | E2 Nice             | 10              |    |                  |                  |  |  |              |              |  |  |        |        |
|  | O3 Cholet           | E2 Nice             | 10              | 19 |                  |                  |  |  |              |              |  |  |        |        |
|  | O3 Cholet           |                     |                 | 19 |                  |                  |  |  |              |              |  |  |        |        |
|  | E6 Asnières         | 3                   |                 |    |                  |                  |  |  |              |              |  |  |        |        |
|  | E6 Asnières         | 3                   | O3 Cholet       | 4  |                  |                  |  |  |              |              |  |  |        |        |
|  |                     |                     | O3 Cholet       | 4  |                  |                  |  |  |              |              |  |  |        |        |
|  |                     | E2 Nice             | 9               |    |                  |                  |  |  |              |              |  |  |        |        |
|  | O7 Caen 2           | E2 Nice             | 9               | 4  |                  |                  |  |  |              |              |  |  |        |        |
|  | O7 Caen 2           |                     |                 | 4  |                  |                  |  |  |              |              |  |  |        |        |
|  | E2 Nice             | 13                  |                 |    |                  |                  |  |  |              |              |  |  |        |        |
|  | E2 Nice             | 13                  | E2 Nice         | 9  |                  |                  |  |  |              |              |  |  |        |        |
|  |                     |                     | E2 Nice         | 9  |                  |                  |  |  |              |              |  |  |        |        |
|  |                     | E1 Lyon             | 8               |    |                  |                  |  |  |              |              |  |  |        |        |
|  | O2 La Roche/Yon     | E1 Lyon             | 8               | 7  |                  |                  |  |  |              |              |  |  |        |        |
|  | O2 La Roche/Yon     |                     |                 | 7  |                  |                  |  |  |              |              |  |  |        |        |
|  | E7 Clermont         | 5                   |                 |    |                  |                  |  |  |              |              |  |  |        |        |
|  | E7 Clermont         | 5                   | O2 La Roche/Yon | 5  |                  |                  |  |  |              |              |  |  |        |        |
|  |                     |                     | O2 La Roche/Yon | 5  |                  |                  |  |  |              |              |  |  |        |        |
|  |                     | E3 Mulhouse         | 7               |    |                  |                  |  |  |              |              |  |  |        |        |
|  | O6 Font Romeu       | E3 Mulhouse         | 7               | 6  |                  |                  |  |  |              |              |  |  |        |        |
|  | O6 Font Romeu       |                     |                 | 6  |                  |                  |  |  |              |              |  |  |        |        |
|  | E3 Mulhouse         | 14                  |                 |    |                  |                  |  |  |              |              |  |  |        |        |
|  | E3 Mulhouse         | 14                  | E3 Mulhouse     | 5  |                  |                  |  |  |              |              |  |  |        |        |
|  |                     |                     | E3 Mulhouse     | 5  |                  |                  |  |  |              |              |  |  |        |        |
|  |                     | E1 Lyon             | 17              |    |                  |                  |  |  |              |              |  |  |        |        |
|  | O4 Toulouse         | E1 Lyon             | 17              | 7  |                  |                  |  |  |              |              |  |  |        |        |
|  | O4 Toulouse         |                     |                 | 7  |                  |                  |  |  |              |              |  |  |        |        |
|  | E5 Mont Blanc 2     | 10                  |                 |    |                  |                  |  |  |              |              |  |  |        |        |
|  | E5 Mont Blanc 2     | 10                  | E5 Mont Blanc 2 | 5  |                  |                  |  |  |              |              |  |  |        |        |
|  |                     |                     | E5 Mont Blanc 2 | 5  |                  |                  |  |  |              |              |  |  |        |        |
|  |                     | E1 Lyon             | 13              |    |                  |                  |  |  |              |              |  |  |        |        |
|  | O8 Cherbourg        | E1 Lyon             | 13              | 4  |                  |                  |  |  |              |              |  |  |        |        |
|  | O8 Cherbourg        |                     |                 | 4  |                  |                  |  |  |              |              |  |  |        |        |
|  | E1 Lyon             | 26                  |                 |    |                  |                  |  |  |              |              |  |  |        |        |
|  | E1 Lyon             | 26                  |                 |    |                  |                  |  |  |              |              |  |  |        |        |

#### Résumé
La poule Est domine les séries en prenant les 4 places en demi-finale. La finale se déroule entre les deux meilleures équipes de la saison régulière : Lyon et Nice. Nice l'emporte à l'arraché (4-4 ; 5-4) et est promu en Division 1.

### Poule de maintien[8]

#### Résultats
| Date       | Domicile  | Score | Extérieur |
| ---------- | --------- | ----- | --------- |
| 23 février | Meudon    | 5-2   | Boulogne  |
| 23 février | Wasquehal | 3-4   | Champigny |
| 1er mars   | Boulogne  | 3-4   | Wasquehal |
| 8 mars     | Boulogne  | 6-5   | Champigny |
| 8 mars     | Meudon    | 2-3   | Wasquehal |
| 15 mars    | Wasquehal | 7-5   | Meudon    |
| 15 mars    | Champigny | 3-1   | Boulogne  |
| 20 mars    | Champigny | 12-5  | Meudon    |
| 22 mars    | Boulogne  | 2-8   | Meudon    |
| 22 mars    | Champigny | 3-3   | Wasquehal |
| 29 mars    | Wasquehal | 4-2   | Boulogne  |
| 29 mars    | Meudon    | 4-8   | Champigny |

#### Classement
| Clt   | Équipe    | PJ | V | D | N | BP | BC | Diff | Pts |
| ----- | --------- | -- | - | - | - | -- | -- | ---- | --- |
| +001, | Champigny | 6  | 4 | 1 | 1 | 35 | 22 | +13  | 9   |
| +002, | Wasquehal | 6  | 4 | 1 | 1 | 24 | 19 | +5   | 9   |
| +003, | Meudon    | 6  | 2 | 0 | 4 | 29 | 34 | -5   | 4   |
| +004, | Boulogne  | 6  | 1 | 0 | 5 | 16 | 29 | -13  | 2   |

- Maintien
- Relégation

#### Résumé
Champigny et Wasquehal conservent leur place en Division 2. Meudon, bien que sportivement relégué, sera repêché, car la réserve caennaise ne peut plus poursuivre en D2, son équipe première ayant perdu sa place en Ligue Magnus. Boulogne sera également sauvé, du fait de la dissolution du club du Vésinet, le relégué de Division 1.

## Division 3

### Formule de la saison
- Première phase :

Les 31 équipes sont séparées en 6 poules géographiques (Ouest, Île-de-France Centre et Sud, Île-de-France Nord, Nord, Est et Sud-Est) et se rencontrent en match aller-retour (formule championnat). Une victoire rapporte 2 points, un match nul 1 point et une défaite 0 point (pas de prolongation).
Un classement est établi dans chaque poule : les équipes classées aux trois premières places de chaque poule constituent une nouvelle poule dite "Division 3 - Play Off", les équipes classées au-delà de la troisième place de chaque poule constituent une nouvelle poule dite "Division 3 - Play Down".
- Seconde phase :

Au sein des poules Play Off et Play Down, les équipes se rencontrent en aller-retour (formule championnat). Un classement de 1 à 6 est établi en Play Off.
- Playoffs :

Les équipes ayant terminé premières des 3 poules de seconde phase ainsi que le meilleur second se rencontrent au cours d'un "Final Four". Le premier et le second du "Final Four" sont promus en Division 2.
- Play-down :

Pas de relégation puisque la Division 3 est la dernière division dans la hiérarchie du Hockey sur glace français.

### Clubs de la Division 3 2007-2008

#### Ouest
- Orques d'Anglet
- Albatros de Brest II
- Taureaux de Feu de Limoges
- Lames affûtées de Niort
- Dragons de Poitiers
- Cormorans de Rennes

#### Île-de-France centre & sud
- Ducs d'Angers II
- SCA 2000 Évry
- Renards d'Orléans
- Français Volants de Paris
- Diables Noirs de Tours II

#### Île-de-France nord
- Jokers de Cergy II
- Coqs de Courbevoie II
- Bisons de Neuilly-sur-Marne II
- Saint-Ouen Hockey

#### Nord
- Gaulois de Chalons
- Lions de Compiègne
- L'Entente Deuil-Garges (Chiefs de Garges II / Chouettes de Deuil-la-Barre)
- Docks du Havre
- Dragons de Rouen II

#### Est
- Lions de Belfort
- Séquanes de Besançon
- Titans de Colmar
- Dauphins d'Épinal
- Tornado de Luxembourg
- Étoile noire de Strasbourg II

#### Sud-Est
- Castors d'Albertville
- Castors d'Avignon II
- Renards de Roanne
- Boucaniers de Toulon
- Hockey Club Val Vanoise

### Classement de la Première Phase

#### Ouest
1. Dragons de Poitiers
2. Taureaux de Feu de Limoges
3. Orques d'Anglet
4. Albatros de Brest II
5. Lamas de Niort
6. Cormorans de Rennes

#### Île-de-France centre & sud
1. Renards d'Orléans
2. Français Volants de Paris
3. SCA 2000 Évry
4. Diables Noirs de Tours II
5. Ducs d'Angers II

#### Île-de-France nord
1. Bisons de Neuilly-sur-Marne II
2. Coqs de Courbevoie II
3. Jokers de Cergy II
4. Saint-Ouen Hockey

#### Nord
1. Dragons de Rouen II
2. Lions de Compiègne
3. Docks du Havre
4. Gaulois de Chalons
5. L'Entente Deuil-Garges (Chiefs de Garges II / Chouettes de Deuil-la-Barre)

#### Est
1. Étoile noire de Strasbourg II
2. Lions de Belfort
3. Dauphins d'Épinal II
4. Tornado de Luxembourg
5. Titans de Colmar
6. Séquanes de Besançon

#### Sud-Est
1. Boucaniers de Toulon
2. Hockey Club Val Vanoise
3. Renards de Roanne
4. Castors d'Albertville
5. Castors d'Avignon II

### Classement de la Seconde Phase: Play Down

#### Poule G2
1. Taureaux de Feu de Limoges
2. Ducs d'Angers II
3. Orques d'Anglet
4. Diables Noirs de Tours II

#### Poule H2
1. Gaulois de Chalons
2. L'Entente Deuil-Garges (Chiefs de Garges II / Chouettes de Deuil-la-Barre)
3. Saint-Ouen Hockey
4. Cormorans de Rennes

#### Poule I2
1. Lions de Belfort
2. Séquanes de Besançon
3. Castors d'Albertville
4. Titans de Colmar

### Poule G
1. SCA 2000 Évry
2. Français Volants de Paris
3. Renards d'Orléans
4. Dragons de Poitiers
5. Albatros de Brest II
6. Lamas de Niort

#### Poule H
1. Dragons de Rouen II
2. Bisons de Neuilly-sur-Marne II
3. Lions de Compiègne
4. Docks du Havre
5. Jokers de Cergy II
6. Jokers de Cergy II

#### Poule I
1. Étoile noire de Strasbourg II
2. Boucaniers de Toulon
3. Hockey Club Val Vanoise
4. Tornado de Luxembourg
5. Dauphins d'Épinal II
6. Renards de Roanne

### Carré Final
Le Bureau Directeur de la FFHG a attribué au club de Rouen l’organisation du tournoi final de la division 3 qui se disputera les 5, 6, et 7 avril 2008. Le Comité directeur a entériné le fait que les deux équipes classées aux deux premières places du Carré final D3 accèderont directement en D2 la saison prochaine, sous réserve bien sûr de satisfaire aux exigences fédérales en matière d’engagement en championnat.

#### Équipes participantes
- SCA 2000 Évry, vainqueur de la Poule G.
- Français Volants de Paris, meilleur second des trois Poules.
- Dragons de Rouen II, vainqueur de la Poule H.
- Étoile noire de Strasbourg II, vainqueur de la Poule I.

#### Calendrier
| Date       | Match                         |
| ---------- | ----------------------------- |
| 05/04/2008 | Strasbourg II 2-4 Évry        |
| 05/04/2008 | Rouen II 6-0 Français Volants |

| Date       | Match                              |
| ---------- | ---------------------------------- |
| 06/04/2008 | Strasbourg II 0-1 Français Volants |
| 06/04/2008 | Rouen II 8-0 Évry                  |

| Date       | Match                                                           |
| ---------- | --------------------------------------------------------------- |
| 07/04/2008 | Évry 4-3 Français Volants (après la séance de tirs de pénalité) |
| 07/04/2008 | Rouen II 7-6 Strasbourg II                                      |

#### Classement
| # | Club                          | Points | Diff. |
| - | ----------------------------- | ------ | ----- |
| 1 | Dragons de Rouen II           | 6      | 15    |
| 2 | SCA 2000 Évry                 | 4      | -5    |
| 3 | Français Volants de Paris     | 3      | -6    |
| 4 | Étoile noire de Strasbourg II | 0      | -4    |

Les Dragons de Rouen II sont Champions de France de Division 3 et sont promus en Division 2 tout comme le SCA 2000 Évry.

#### Meilleurs pointeurs
Nota: PJ = parties jouées, B = buts, A = assistances, Pts = points, Pun = Minutes de pénalité

| # | Joueur          | Équipe | PJ | B | A | Pts | Pun |
| - | --------------- | ------ | -- | - | - | --- | --- |
| 1 | David Williams  | Évry   | 3  | 3 | 2 | 5   | 20  |
| 2 | Peter Bourgaut  | Rouen  | 3  | 7 | 3 | 10  | 0   |
| 3 | Thomas Castelli | Rouen  | 3  | 4 | 6 | 10  | 2   |
| 4 | Alexandre Mulle | Rouen  | 3  | 3 | 7 | 10  | 18  |
| 5 | Alexandre Sucre | Rouen  | 3  | 2 | 7 | 9   | 0   |